# Девід Еногела
Девід Еногела (англ. David Enogela; нар. 4 лютого 1998, Лагос, Нігерія) — нігерійський футболіст, півзахисник.

## Клубна кар'єра
До 2016 року тренувався в академії «Янг Старз» (Абуджа).
Після завершення юнацького чемпіонату світу в Чилі півзахисник був на перегляді в бельгійському «Брюгге», а також в українських колективах «Суднобудівник» (Миколаїв) і «Маріуполь».
У вересні 2018 року підписав контракт з ФК «Олімпік» (Донецьк). Угода була розрахована до 30 червня 2022 року, проте в липні наступного року співпрацю з гравцем припинили. За першу команду так і не зіграв, але в сезоні 2018/19 років двічі потрапляв у заявку на матч, також провів декілька поєдинків за молодіжну команду донеччан. Є інформація, що футболіст переніс операцію на хрестоподібних зв'язках.
Після відновлення від травми побував на перегляді у житомирському «Поліссі» та «Епіцентрі» (Дунаївці).
Також грав за аматорську команду Житомирської області ФК «Радовель».
У березні 2021 року підписав контракт з футбольним клубом «Буковина».
Дебютував у футболці чернівецького клубу 20 березня 2021 року в переможному (1:0) виїзному поєдинку 1-го туру групи «А» Другої ліги України проти київської «Оболоні-2». Девід вийшов на поле в стартовому складі та відіграв увесь матч. За клуб Еногела виступав до літнього трансферного вікна та провів усі календарні матчі весняної частини.
Після закінчення контракту з «Буковиною» побував на перегляді у новачку УПЛ, харківському «Металіст 1925».

## Кар'єра в збірній
Восени 2015 року Девід у складі юнацької збірної Нігерії став переможцем юнацького чемпіонату світу в Чилі.
На турнірі під керівництвом Еммануеля Амунеке зіграв у всіх можливих матчах, а саме проти команд США, Чилі, Хорватії, Австралії, Бразилії, Мексики та Малі.

## Досягнення
Міжнародні
- Чемпіонат світу серед 17-річних
  -  Чемпіон: 2015